# Prophetiae Merlini

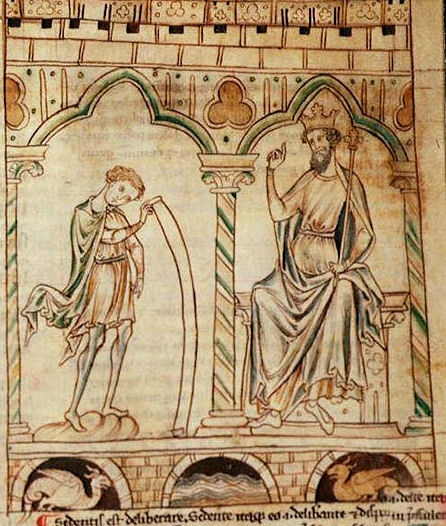
Ilustração do manuscrito, Merlin com Vortigern, das Prophetiæ Merlini.

A Prophetiæ Merlini (Profecias de Merlin) é uma obra em Latim de Godofredo de Monmouth que circulou, talvez como um libelo ou obra curta, entre 1130 e 1135. Outro nome é Libellus Merlini.
A obra contém várias profecias atribuídas a Merlin, o mago da lenda, cuja vida mítica é muitas vezes considerada como criada pelo próprio Godofredo, embora este afirmasse que originou nas tradições britónicas mais antigas, algumas das quais podem ter sido orais, mas ora perdidas. As Profecias  precederam a maior Historia Regum Britanniæ de Godofredo de c. 1136, e foi incorporada principalmente a ele, no livro VII; as profecias, no entanto, foram influentes e amplamente divulgadas por direito próprio. Segundo Godofredo, ele foi solicitado por Alexander de Lincoln a produzir esta seção de seu trabalho maior separadamente.

## Origens
A Prophetiæ nalguns aspetos dependeu do De Excidio et Conquestu Britanniæ de Gildas. De Gildas e Nênio, Godofredo tirou o personagem de Ambrósio Aureliano, que figura no prefácio das profecias (sob um nome diferente): existe assim uma confusão deliberada entre Ambrosius e Merlin.

## Conteúdo e o personagem de Merlin
As Profecias são a obra o trabalho que apresentou o personagem  de Merlin (Merlino), como este mais tarde figura na lenda arturiana. Incorpora elementos pagãos e cristãos. Neste trabalho, Godofredo encontrou inspiração na tradição bardica da escrita profética atribuída ao sage Myrddin, embora o seu conhecimento de Myrddin nesta fase da sua carreira pareça limitado.

## Influência
O primeiro trabalho sobre o profeta Myrddin noutra língua além do galês, a Profecia foi amplamente lido - e acreditava - tanto quanto as profecias de Nostradamus séculos depois; John Jay Parry e Robert Caldwell observam que as Profecias Merlini  "foram levadas a sério, mesmo pelos mais instruídos e sábios do mundo, em muitas nações", e listam exemplos dessa credulidade até 1445.